# Nebula (banda)
Nebula fue una banda de stoner rock, formada por el guitarrista Eddie Glass y el baterista Ruben Romano después de su partida de Fu Manchu en 1997. Rob Oswald reemplazó a Ruben Romano en la batería en 2007.
A ellos se le unió el bajista Mark Abshire hasta que dejó la banda durante la grabación de Atomic Ritual que fue producido por el músico stoner Chris Goss y lanzado en 2003. Simon Moon fue el siguiente paso hasta el reemplazo final, Tom Davies. Atomic Ritual generó elogios de la crítica, con AMG denominando a Nebula un "power trío trabajador que suena como si ha pasado el tiempo en un garage desde 1973, dichosamente inconsciente del cambiante mundo exterior. Lo que es definitivamente para su beneficio [...]".
Su disco Apollo fue lanzado en los Estados Unidos el 21 de febrero de 2006. La banda salió de gira para promocionar el álbum, finalizando su gira europea en Suiza en mayo de 2006. Durante este tramo de la gira, fueron acompañados por The Sword de Texas.
La canción "Giant" forma parte de la banda sonora de Tony Hawk's Pro Skater 4 y NHL 2K7 y la canción "So It Goes" aparece en Tony Hawk's Underground 2.
A partir de agosto de 2009, Adam Kriney de La Otracina fue reclutado para salir de gira tras la partida del baterista Rob Oswald.

## Integrantes

### Miembros pasados
- Eddie Glass - guitarra/voz
- Tom Davies - bajo
- Adam Kriney - batería
- Mark Abshire - bajo
- Simon Moon - bajo
- Scott Reeder - bajo
- Ruben Romano - batería
- Dennis Wilson - bajo
- Rob Oswald - batería

## Discografía

### Álbumes
- To the Center - 1999 - Sub Pop
- Charged - 2001 - Sub Pop
- Atomic Ritual - 2003 - Liquor & Poker
- Apollo - 2006 - Liquor & Poker
- John Peel Sessions (BBC) - 2008 - Sweet Nothing
- Heavy Psych - 2009 - Tee Pee

### EP
- Let It Burn - 1998 - Relapse Records
- Sun Creature - 1999 - Man's Ruin
- Nebula/Lowrider - 1999 - Meteor City (Split EP)

### Compilados
- In the Groove ("Full Throttle") - 1999 - The Music Cartel
- Dos EP - 2002 - Meteor City